# Norberto Velázquez Moreno
Norberto Velázquez Moreno, nacido el 6 de junio de 1768 en Ortigosa de Cameros, La Rioja, y fallecido el 12 de octubre de 1852 en Vigo, fue un empresario y comerciante riojano afincado en Galicia.

## Trayectoria
Se instaló en Vigo desde finales del siglo XVIII, siendo su primer negocio un molino de viento, sumándose más tarde a la actividad de la salazón de los empresarios catalanes en el Areal.
Por Real Ordenanza de 6 de junio de 1838, de su mano, se procedió a habilitar y acondicionar el archipiélago de San Simón para convertirlo en 1842 en una leprosería o lazareto, para el que adelantó dinero.
Construyó varios edificios en Vigo, entre ellos el primer teatro de Vigo, en 1832 en la actual Plaza de la Princesa, que funcionará hasta 1880. Hizo escuelas públicas y una casa de baños en la Laxe.
Amigo de Nicolás Taboada Leal. Fue Juez Común (alcalde) y regidor (concejal), llegando a ser el segundo hombre más rico de Vigo, tan solo por detrás del Marqués de Valladares.
En posesión de la Cruz de Carlos III, el 14 de abril de 1906 el ayuntamiento le dedicó el nombre de una calle de la ciudad y en 1924 se trasladaron sus restos al panteón de vigueses ilustres del Cementerio de Pereiró.

El ayuntamiento ha acordado el traslado de los restos del historiador vigués D. Nicolás Taboada Leal y del filántropo D. Norberto Velázquez Moreno, desde el cementerio viejo, al panteón de la nueva Necrópolis, destinado a guardar los restos de vigueses ilustres.